# Міста Гамбії

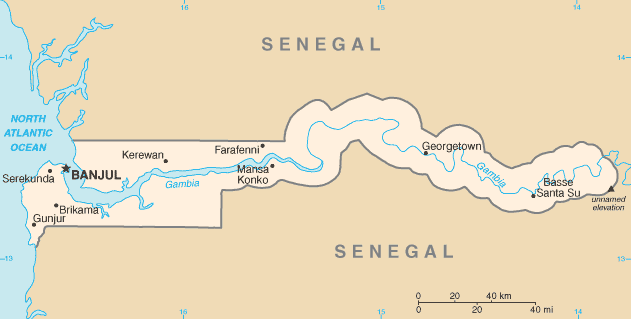

У Списку міст Гамбії наведено перелік найбільших населених пунктів держави Гамбія.
Найбільшою міською агломерацією Гамбії є Великий Банжул, куди входять столиця країни Банжул, найбільше місто Серекунда і низка інших міст. Друге за величиною місто держави, Брикама, розташоване за 20 кілометрів на південь від столиці. Решта міст розташовані за течією річки Гамбії.

## Список міст Гамбії
| Номер | Місто (англ.)                   | Населення | Населення | Примітка                    |
| Номер | Місто (англ.)                   | 1993 р.   | 2007 р.   | Примітка                    |
| 1.    | Серекунда (Serekunda)           | 194 987   | 348 118   | входить до Великого Банжулу |
| -     | Каніфінг (Kanifing)             | 32 699    |           | входить до Великого Банжулу |
| -     | Бакоті (Bakoteh)                | 6 594     |           | входить до Великого Банжулу |
| -     | Коту (Kotu)                     | 4 419     |           | входить до Великого Банжулу |
| -     | Кололі (Kololi)                 | 4 416     |           | входить до Великого Банжулу |
| 2.    | Брикама (Brikama)               | 41 761    | 83 764    |                             |
| 3.    | Бакау (Bakau)                   | 28 882    | 48 417    | входить до Великого Банжулу |
| 4.    | Банжул (Banjul)                 | 42 326    | 34 125    | столиця держави             |
| 5.    | Фарафенні (Farafenni)           | 20 956    | 30 839    |                             |
| 6.    | Ламін (Lamin)                   | 10 668    | 27 858    |                             |
| 7.    | Нема-Кунка (Nema Kunku)         | 9 838     | 25 691    |                             |
| 8.    | Бруфут (Brufut)                 | 8 644     | 22 573    |                             |
| 9.    | Сукута (Sukuta)                 | 16 667    | 16 153    |                             |
| 10.   | Бассе-Санта-Су (Basse Santa Su) | 9 265     | 15 338    |                             |
| 11.   | Гунжур (Gunjur)                 | 9 983     | 14 646    |                             |
| 12.   | Велінгара (Wellingara)          | 7 663     | 11 106    |                             |
| 13.   | Сома (Soma)                     | 7 988     | 10 138    |                             |